# Fillemon Kanalelo
Ronnie Fillemon Kanalelo (Walvis Bay, 23 maggio 1971) è un allenatore di calcio ed ex calciatore namibiano, di ruolo portiere.

## Carriera
Ha giocato tra il 1991 ed il 1997 nel Blue Waters della Namibia Premier League e dal 1997 al 2005 nel Mamelodi Sundowns in Sudafrica. Ha giocato anche nella Nazionale namibiana dal 1992 al 1999, partecipando anche alla Coppa d'Africa 1998.
Dal 17 agosto al novembre 2010 è stato allenatore del Tura Magic, squadra di calcio che gioca nella Southern Stream First Division.

## Palmarès

### Giocatore

#### Competizioni nazionali
- Campionato namibiano: 1

Blue Waters: 1995-1996
- Coppa della Namibia: 1

Blue Waters: 1993-1994